# Сигеред (король Кента)
Сигеред (др.-англ. Sigered) — король Кента, который в 760-х годах правил совместно с Эдбертом II.
О существовании Сигереда известно по двум хартиям, одна из которых датирована 762 годом и засвидетельствована Эдбертом II.